# Piasecki Helicopter
Piasecki Helicopter Corporation (posteriormente Vertol Aircraft Corporation) fue un fabricante y diseñador de helicópteros con base en Filadelfia (Pensilvania, Estados Unidos), a finales de los años 1940 y durante los 50.
La Piasecki Helicopter Corporation se fundó en 1940 por Frank Piasecki (que fue el poseedor de la primera licencia estadounidense de piloto de helicóptero), con el nombre de P-V Engineering Forum, si bien se empezó a conocer como Piasecki Helicopter en 1946. El Piasecki PV-2 fue el segundo helicóptero que voló en Estados Unidos de América (después del Vought-Sikorsky VS-300 de Igor Sikorsky), habiendo sido volado y diseñado por Frank Piasecki en 1943.
Piasecki diseñó y vendió exitosamente a la Armada de los Estados Unidos varios modelos de helicópteros con rotores en tándem, empezando por el HRP-1 de 1944. Al HRP-1 se le apodó banana voladora debido a la forma del aparato, por el ángulo trasero del fuselaje, dispuesto así para asegurar que los rotores no colisionaran, a lo que se sumó el hecho de que los Guardacostas estadounidenses pintaran sus aparatos de amarillo. Este nombre se aplicó posteriormente a otros desarrollos de diseño similar. En 1949, Piasecki proveyó a la Fuerza Aérea de los Estados Unidos de un modelo mejorado del HRP-1 y fabricado completamente en metal: el H-21 Workhorse.
Los helicópteros en con rotor en tándem de Piasecki volaban a mayor altura y con un mayor confort que sus competidores monorrotor.
En 1955, Piasecki dejó su empresa para constituir una nueva. En marzo de 1956, Piasecki Helicopter cambió su nombre a Vertol (nombre derivado de vertical takeoff and landing (despegue y aterrizaje vertical)). La empresa fue adquirida por Boeing en 1960, siendo renombrada como Boeing Vertol. En 1987 se integró en Boeing Helicopters.

## Productos

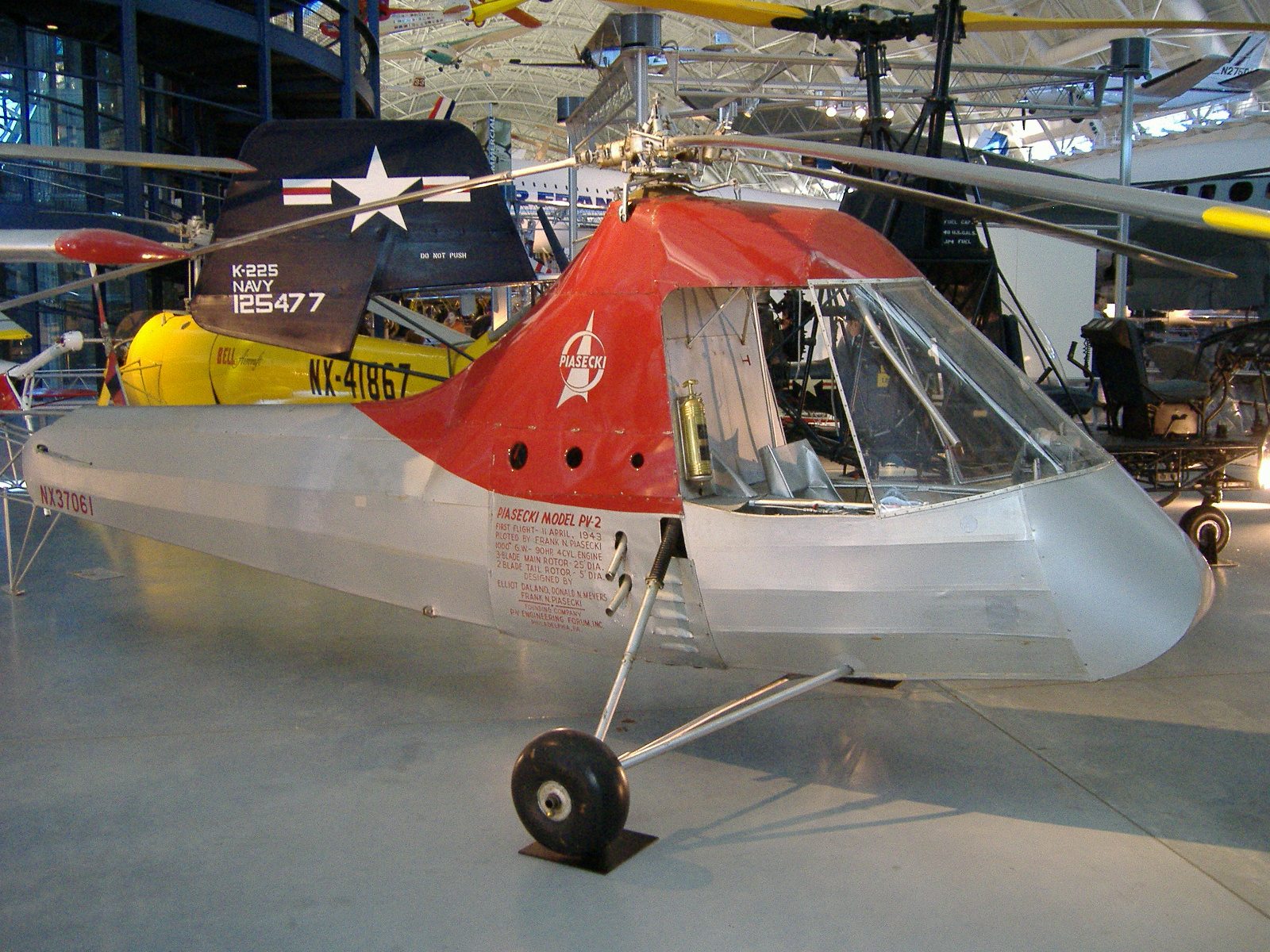
PV-2 en el Museo Nacional del Aire y el Espacio de Estados Unidos.

| Nombre del modelo | Primer vuelo | Construidos | Tipo                                                 |
| ----------------- | ------------ | ----------- | ---------------------------------------------------- |
| Piasecki PV-2     | 1943         | 1           | Helicóptero de motor de pistón de un solo rotor      |
| Piasecki PV-3     | 1945         | 28          | Helicóptero de motor de pistón de rotores en tándem  |
| Piasecki PV-15    | 1953         | 2           | Helicóptero de motor de turbina de rotores en tándem |
| Piasecki PV-18    | 1948         | 339         | Helicóptero de motor de pistón de rotores en tándem  |
| Piasecki PV-22    | 1952         | 707         | Helicóptero de motor de pistón de rotores en tándem  |
| Vertol VZ-2       | 1957         | 1           | Aeronave bimotor experimental de ala basculante      |